# Nordre Skipaholmen
Nordre Skipaholmen est une île norvégienne du comté de Hordaland appartenant administrativement à Bømlo.

## Description
Rocheuse et couverte d'une légère végétation, à fleur d'eau, elle s'étend sur environ 174 m de longueur pour une largeur approximative de 146 m. 